# اسلیلسه، کمون دانمارک
اِسلِـیـِلسه (به دانمارکی: Slagelse Municipality) یک منطقهٔ مسکونی در دانمارک است که در استان شیلند واقع شده‌است. شهرداری اسلیلسه ۵۶۷٫۳۴ کیلومتر مربع مساحت و ۷۹٬۰۷۳ نفر جمعیت دارد.

## خواهرخوانده
شهر بخش گوتلند خواهرخواندهٔ اسلیلسه هست.